# Monocerotesa conjuncta
Monocerotesa conjuncta är en fjärilsart som beskrevs av Alfred Ernest Wileman 1912. Monocerotesa conjuncta ingår i släktet Monocerotesa och familjen mätare. Inga underarter finns listade i Catalogue of Life.